# Pigna, Rom
Pigna är en stadsdel i Rom och tillika ett av Roms rioni. Namnet ”Pigna” syftar på pigna, vilket på svenska betyder pinjekotte.

## Kyrkor
- Santa Chiara
- Oratorio di San Francesco Saverio
- Il Gesù
- San Giovanni della Pigna
- Sant'Ignazio
- San Marco
- Santa Maria ad Martyres (Pantheon)
- Santa Maria sopra Minerva
- Santa Maria in Via Lata
- Santo Stefano del Cacco
- Santissime Stimmate di San Francesco
- Transito di Santa Caterina da Siena

### Dekonsekrerade kyrkor
- Santa Marta al Collegio Romano

### Rivna kyrkor
- Santissima Annunziata
- Santa Lucia alle Botteghe Oscure
- Santa Maria della Strada
- San Nicola dei Cesarini

## Bilder

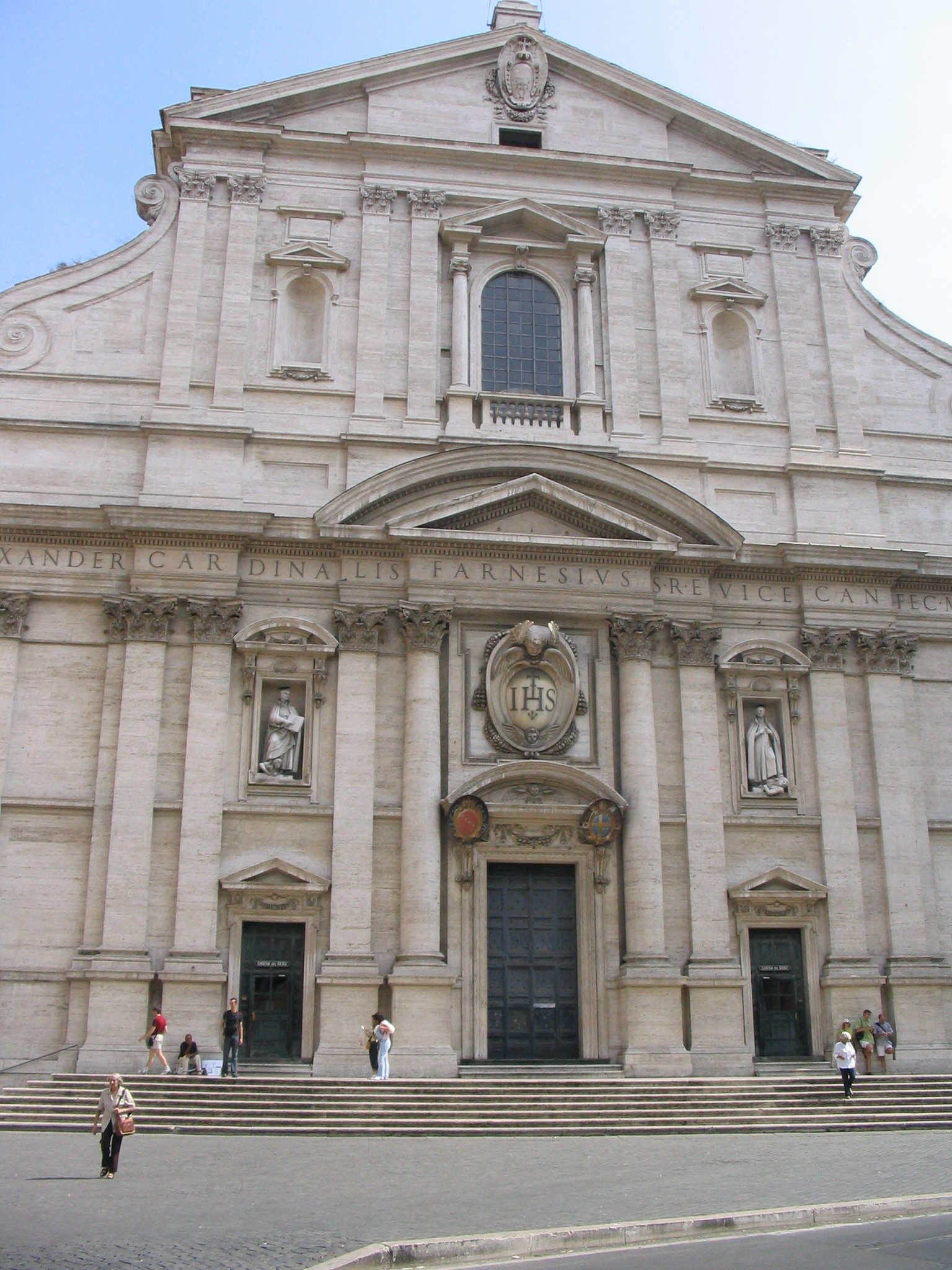
Il Gesù.
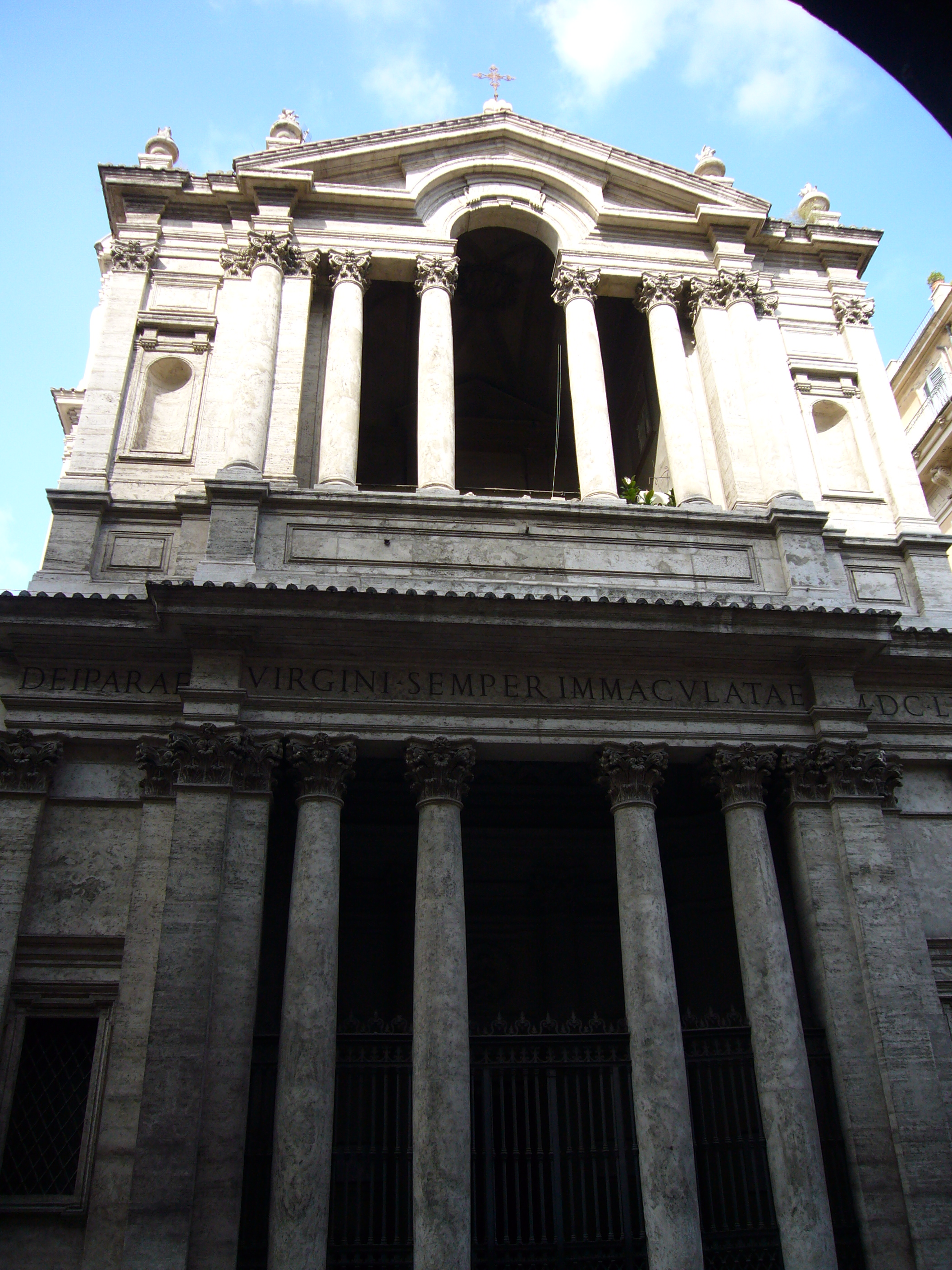
Santa Maria in Via Lata.
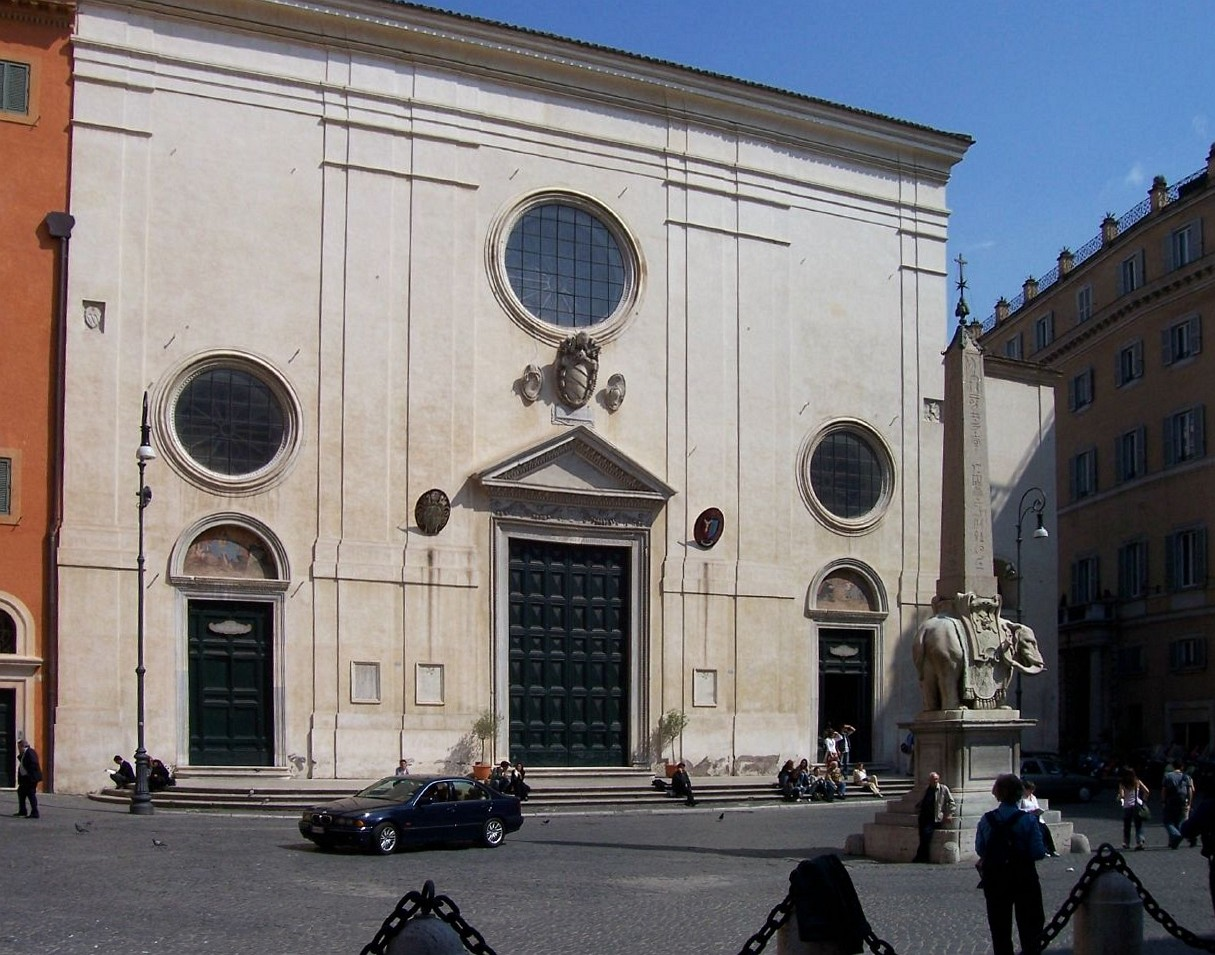
Santa Maria sopra Minerva.
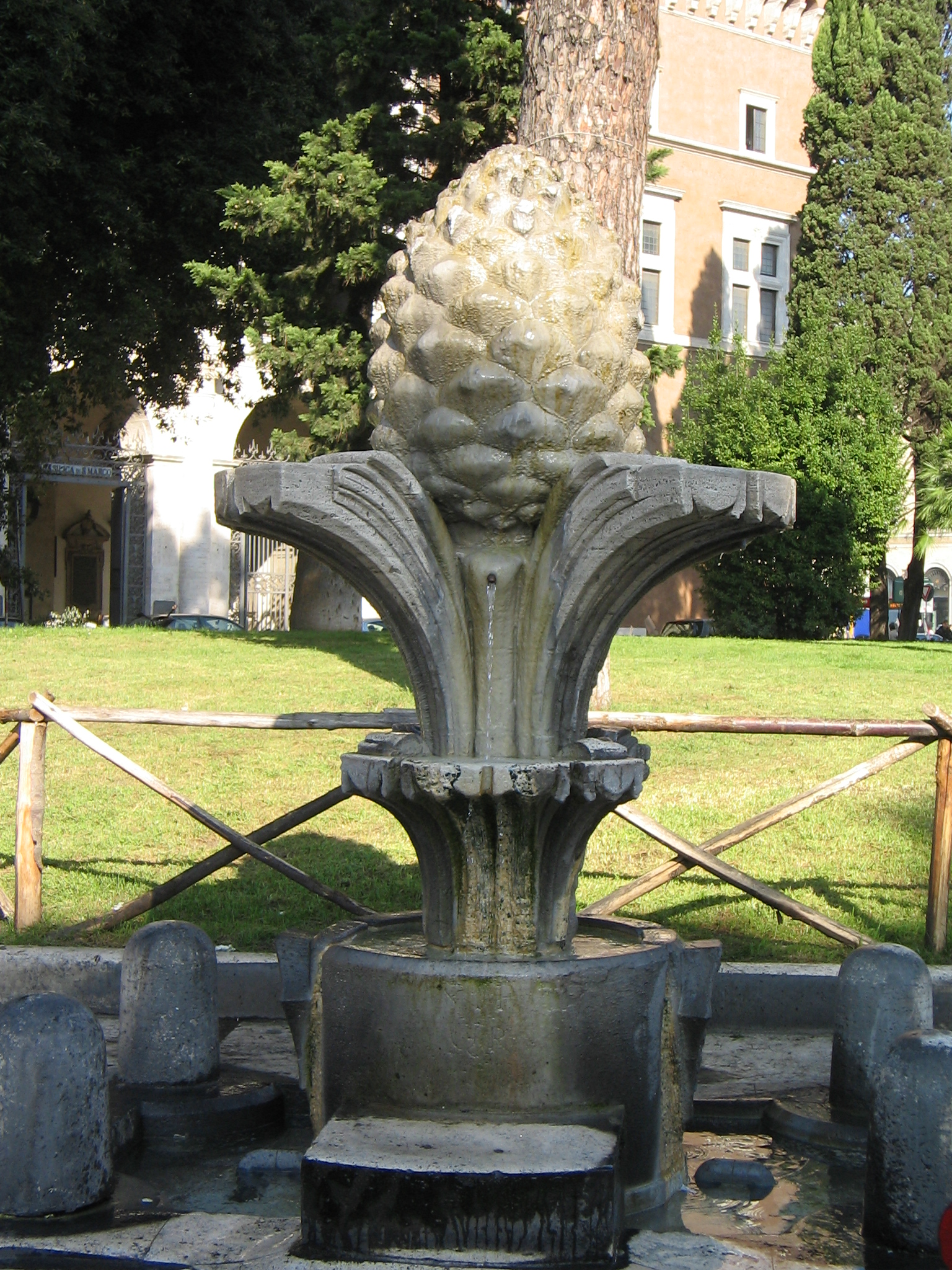
Fontana della Pigna.
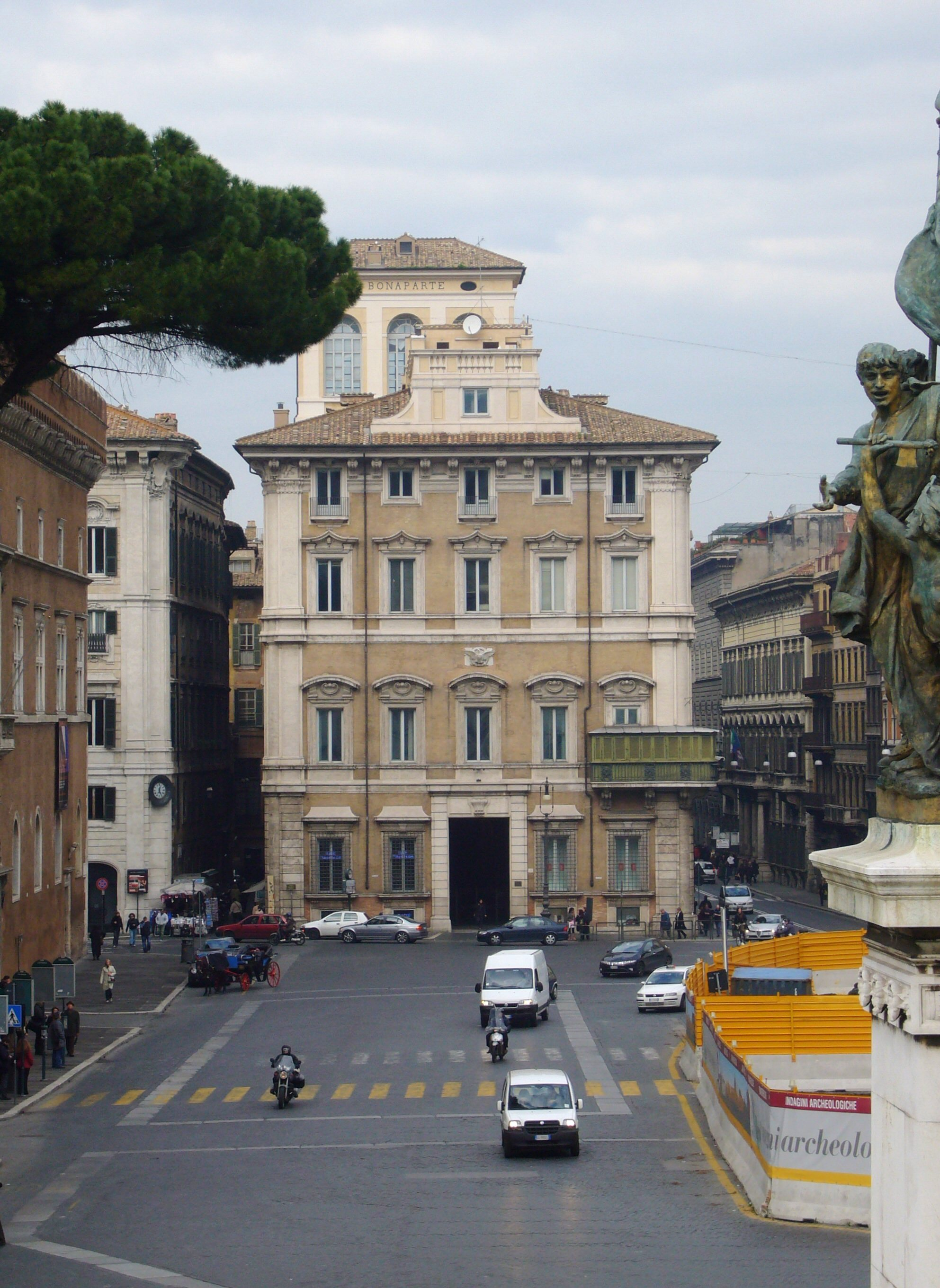
Palazzo Bonaparte vid Piazza Venezia.

## Piazzor i urval
- Largo Arenula
- Piazza del Collegio Romano
- Piazza Grazioli
- Piazza del Gesù
- Largo de' Ginnasi
- Piazza della Minerva
- Piazza della Pigna
- Piazza della Rotonda
- Piazza di Santa Chiara
- Piazza di Sant'Ignazio
- Largo di Santa Lucia
- Piazza di San Macuto
- Piazza di San Marcello
- Piazza di San Marco
- Largo delle Stimmate
- Largo di Torre Argentina
- Piazza Venezia